# Era (pomme)
Pour les articles homonymes, voir Era.
Era est le nom d'un cultivar de pommier domestique.

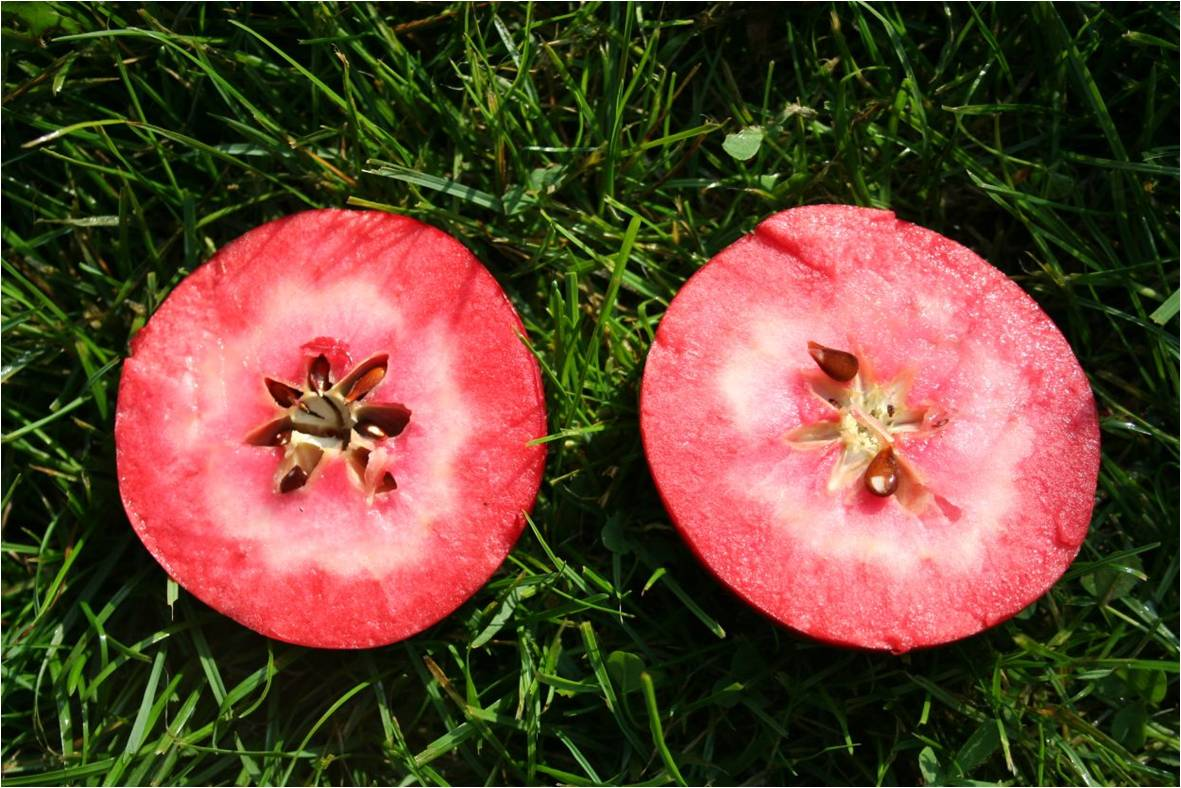
Fruit sur l'herbe.

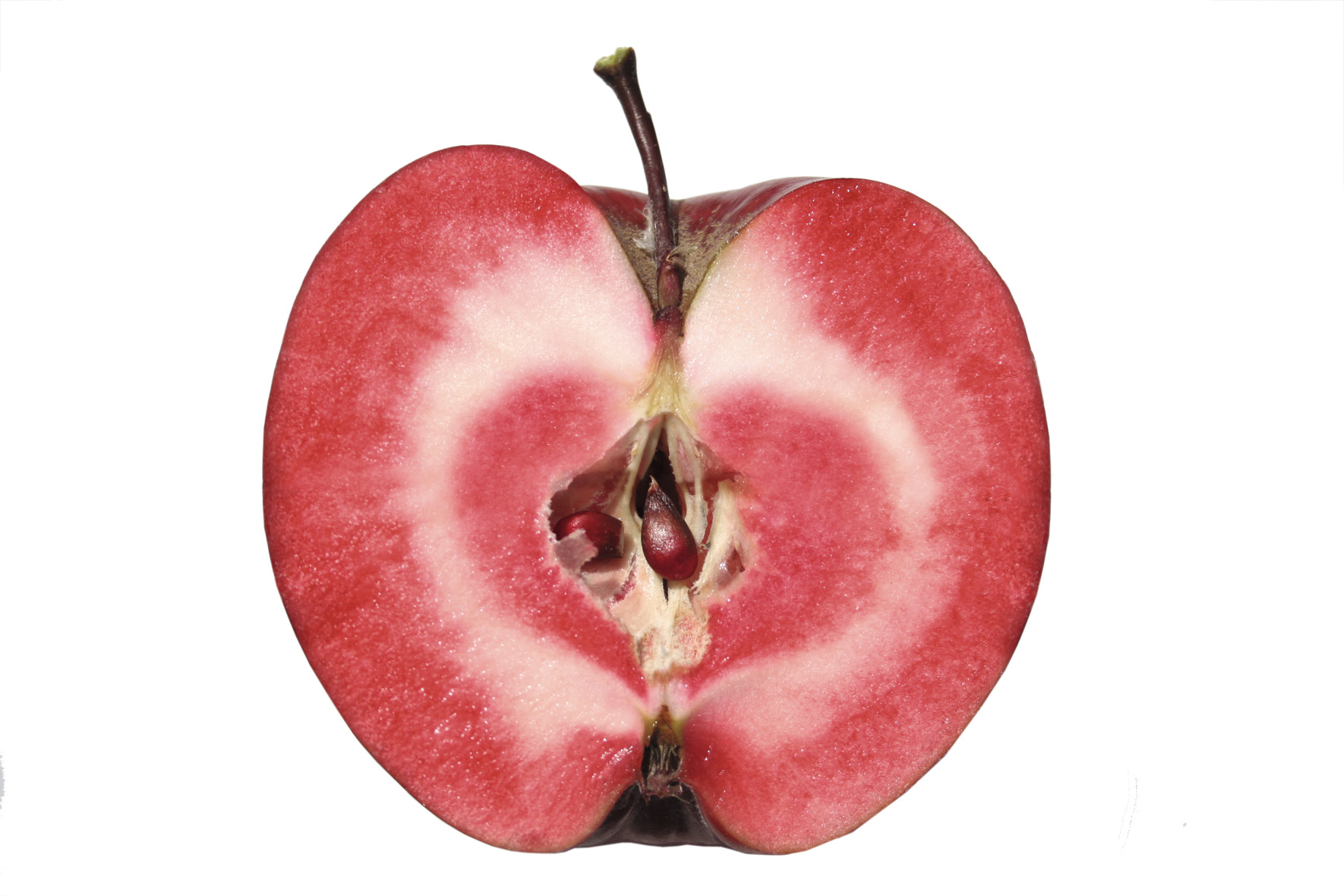
La pomme qui se prend pour une tomate.

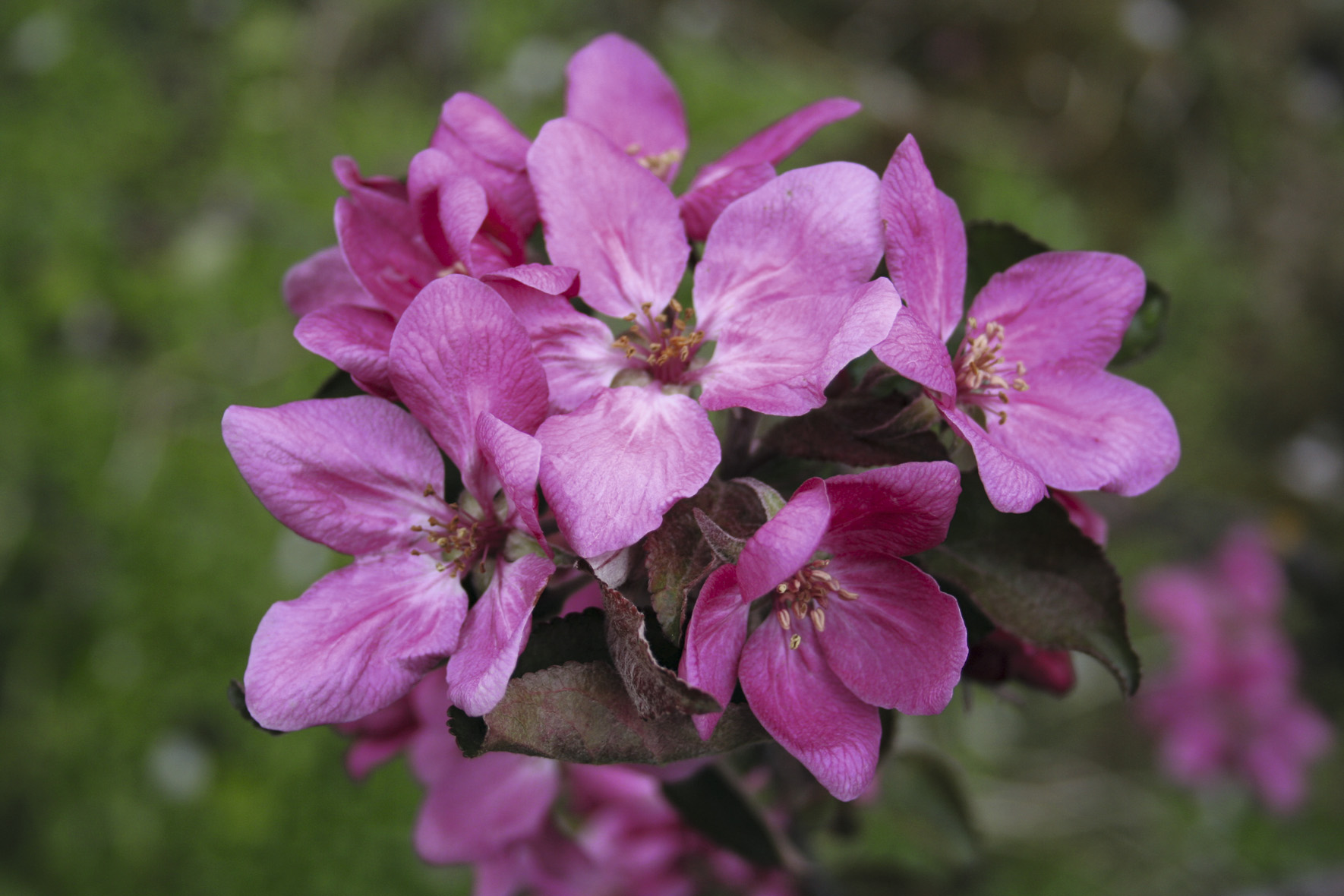
Floraison originale.

## Origine
Ce cultivar a été obtenu par Markus Kobelt en Suisse. C'est un hybride créé par pollinisation croisée de pommes à chair rouge et résistantes aux maladies (tavelure du pommier). D'autres cultivars partagent ces caractéristiques : 'Redlove Calypso', 'Redlove Circe' et 'Redlove Odysso'.

## Description
Les feuilles de cet arbre sont un peu brunes. Ses fruits ont une chair rouge.